# Duas vezes João Liberada
Duas vezes João Liberada (internationaler englischsprachiger Titel Two Times João Liberada) ist ein Filmdrama von Paula Tomás Marques. In dem Film spielt João Abreu eine Schauspielerin, die für eine historische Filmbiografie über die titelgebende Figur gecastet wurde, die als Person ohne eindeutige Geschlechtszugehörigkeit von der Inquisição verfolgt wird. Die Premiere des Films fand im Februar 2025 bei den Internationalen Filmfestspielen Berlin statt. Eine erste Vorstellung in Portugal ist Anfang Mai 2025 bei IndieLisboa geplant.

## Handlung
In Lissabon in der Gegenwart. João ist Schauspielerin und spielt in einem Biopic über eine gender-nonkonforme Person namens Liberada, die in Portugal im 18. Jahrhundert von der Inquisition verfolgt wurde, die Hauptrolle. Der Regisseur des Films scheint eine Vorliebe für die Zurschaustellung von Gewalt und Leid zu haben, auch wenn Liberadas Geschichte eigentlich vor allem für Stärke, Resilienz und Auflehnung gegen festgeschriebene Geschlechterrollen steht. João und der Regisseur geraten in der Frage, wie Liberadas Vermächtnis dargestellt werden soll, zunehmend heftiger aneinander. Als João in ihren Träumen vom Geist Liberadas heimgesucht wird, verschärfen sich die Spannungen.
Dann erleidet der Regisseur eine mysteriöse Lähmung, was dazu führt, dass er den Film nicht beenden kann. João sieht in dieser Situation die Gelegenheit gekommen, die Geschichte nach ihren Vorstellungen zu Ende zu erzählen.

## Produktion
Regie führte Paula Tomás Marques, die gemeinsam mit June João auch das Drehbuch schrieb. Die portugiesische Filmemacherin und Lehrerin lebt zwischen Lissabon und Porto. Marques studierte Regie und Kamera an der Escola Superior de Teatro e Cinema in Lissabon, dann Soziologie und später an der Elías Querejeta Zine Eskola in San Sebastián. In ihren bisherigen Kurzfilmen ging es um Gender, Sexualität und Geschichtsschreibung. June João war bei diesen in verschiedenen Funktionen beteiligt.

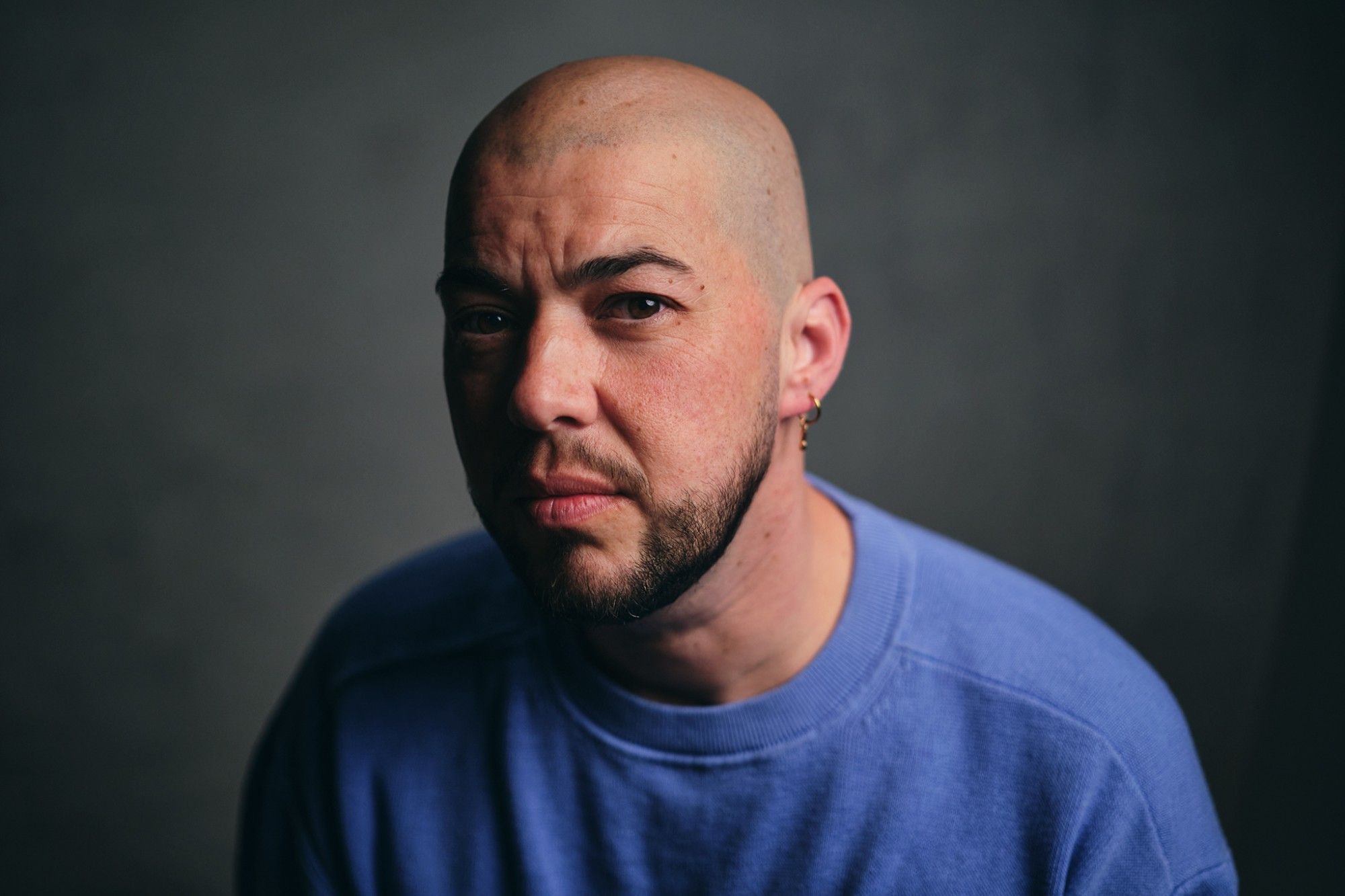
Der portugiesische LGBT-Aktivist André Tecedeiro spielt den Regisseur des Films

João Liberada ist zwar eine fiktive Figur, wurde jedoch aus Gerichtsprotokollen der Inquisition im 17. und 18. Jahrhundert zusammengesetzt, die sich mit Fällen der unklaren Geschlechterzugehörigkeit der Angeklagten beschäftigten. Diese und damit die Schauspielerin, die sie verkörpert, wird von Koautorin June João gespielt. Der portugiesische LGBT-Aktivist André Tecedeiro spielt den Regisseur des Films.
Als Kamerafrau fungierte Mafalda Fresco, die Duas vezes João Liberada auf 16-mm-Film drehte.
Die Filmmusik steuerten Maria João Petrucci und Rodrigo Vaiapraia bei.
Die Premiere von Duas vezes João Liberada fand am 18. Februar 2025 bei den Internationalen Filmfestspielen Berlin statt. Dort wurde der Film auch in das Programm des Teddy Award aufgenommen. Im April 2025 wurde er in der Reihe New Directors / New Films, einem gemeinsamen Filmfestival des New Yorker Museum of Modern Art und der Film Society of Lincoln Center, gezeigt. Ende April, Anfang Mai 2025 wurde er bei Crossing Europe gezeigt. Anfang Mai 2025 wurde er bei IndieLisboa gezeigt. Im Juli 2025 sind Vorstellungen beim Internationalen Filmfestival Karlovy Vary geplant.

## Rezeption

### Kritiken
Teresa Vieira schreibt in ihrer Kritik für das Online-Filmmagazin Cineuropa, der Film bringe Kritik und Selbstkritik, Analyse und Selbstanalyse der Macht der Bilder, die Wirkung der Darstellung und die Bedeutung des Zuhörens zum Ausdruck. Letztlich sei Duas vezes João Liberada auch ein Film über das Kino selbst, der die Entstehung eines Films mit Ehrlichkeit und Wärme darstelle, was zu einer kollektiven Reflexion einlade, herauszufinden, was Kino sein kann und sollte, jeden Tag und mit jedem Film.

### Auszeichnungen
Crossing Europe 2025
- Nominierung Competition Fiction (Paula Tomás Marques)[12]

IndieLisboa 2025
- Nominierung im Nationalen Wettbewerb[13]

Internationale Filmfestspiele Berlin 2025
- Nominierung als Bestes Spielfilmdebüt in der Sektion Perspectives (Paula Tomás Marques)
- Nominierung für den Teddy Award[14]